# Xestia mejiasi
Xestia mejiasi là một loài bướm đêm trong họ Noctuidae.